# 尚月嶺
尚月嶺（1584年10月10日—1653年4月17日），童名思武太，號月嶺，是琉球國第二尚氏王朝君主尚永王的第二女，為王妃向氏坤功所生。她也是尚寧王王妃蘭叢的同胞妹妹。
月嶺於萬曆十二年甲申九月初七日（1584年10月10日）生，後嫁給尚熙（大里王子朝長），她與尚熙沒有生下子嗣。1605年，她繼任第四代聞得大君。順治十年癸巳三月二十日（1653年4月17日）卒，壽七十，葬於西玉陵。